# Coleophora lessinica
Coleophora lessinica é uma espécie de mariposa do gênero Coleophora pertencente à família Coleophoridae.